# Denel Rooivalk
Denel Rooivalk är en sydafrikansk attackhelikopter tillverkad av Denel (tidigare Atlas). Namnet Rooivalk [roːifuə̯ɫ] är afrikaans och betyder rödfalk.

## Utveckling
Erfarenheterna från sydafrikanska gränskriget visade på behovet av en attackhelikopter med förmåga att slå ut de angolanska stridsvagnarna av typen T-55. Sydafrikas försvarsmakt vände sig därför till dåvarande Atlas Aircraft med en offertbegäran. Atlas hade tidigare moderniserat Aérospatiale Puma men hade förutom det ingen större erfarenhet av helikoptrar. Trots det tog man sig an uppdraget och började 1984 bygga två stycken testmaskiner; Atlas XH-1 Alpha (baserad på Alouette III) för att testa Cockpit-layouten och beväpningen och Atlas XTP-1 Beta (en ombyggd Puma) för att testa flygkroppen och transmissionen. Testmaskinerna fungerade bra och visade att konceptet fungerade, så Atlas gick vidare med att bygga en renodlad attackhelikopter.
Den första prototypen premiärflög den 15 januari 1990, men projektet drabbades av förseningar och skenande kostnader. Försvarsnedskärningarna i början av 1990-talet gjorde också att staten var ovillig att skjuta till extra medel. I april 2005 var fortfarande bara sex helikoptrar leveransklara och ytterligare sex delvis färdiga. Denel försökte rädda projektet genom att sälja helikoptern på export. Turkiet och Malaysia var intresserade, men politiska skäl gjorde att de i stället valde Agusta A129 Mangusta respektive Boeing AH-64 Apache. Därför beslutade Denel i maj 2007 att lägga ner projektet. I november samma år tillkännagav försvarsminister Mosiuoa Lekota att staten skulle skjuta till 962 miljoner rand för att få helikoptrarna i tjänst. I den summan ingick även uppgradering till version 1F. Under 2011 levererades de första åtta helikoptrarna till Sydafrikas flygvapen, under 2012 ytterligare två och i mars 2013 den elfte och sista (en helikopter förstördes i ett haveri 3 augusti 2005).

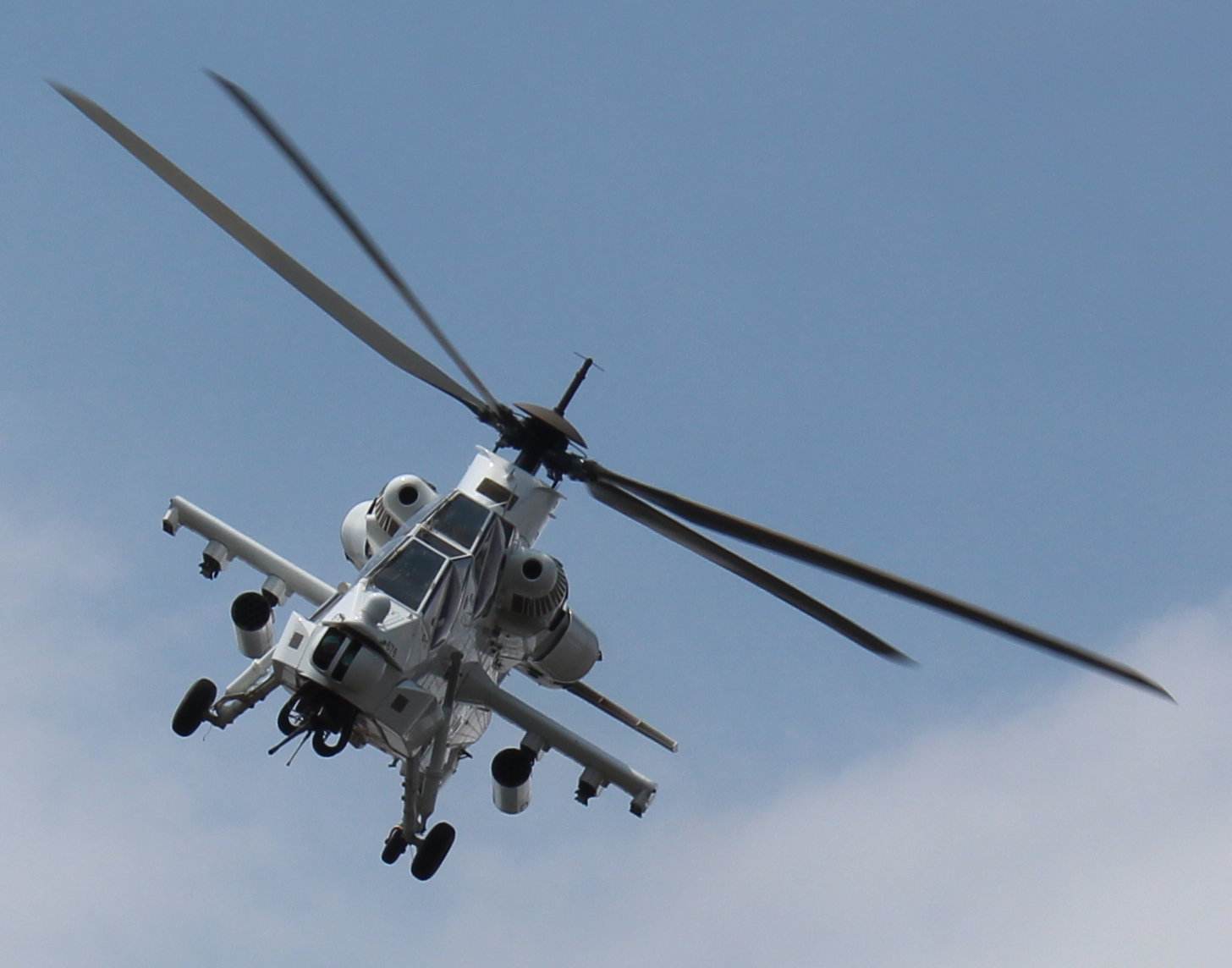
De Rooivalk-helikoptrar som tjänstgör med FN:s fredsbevarande styrkor i Kongo-Kinshasa är vitmålade.

Sydafrikas Rooivalk-helikoptrar har under 2013 satts in mot M23-rebeller i Kongo-Kinshasa som en del av FN:s fredsbevarande operationer.

## Konstruktion
Rooivalk har likt många samtida attackhelikoptrar en tandemcockpit med skytten längst fram och piloten bakom/ovanför. Cockpiten är bepansrad och sätena är upphängda för att minska stöten vid en kraschlandning. Piloten och skytten har TopOwl hjälmsikte med FLIR-kapacitet. Motorerna, växellådan och rotorn är ursprungligen kopierade från Aérospatiale Puma, den operativa versionen 1F har en nykonstruerad växellåda.

## Beväpning
Huvudvapnet är en 20 mm F2 automatkanon monterad i ett gyrostabiliserat torn under nosen. Kanonen är dubbelmatad och kan avfyra både spränggranater och pansargranater. Total ammunitionskapacitet är 700 patroner. Eldhastigheten är 740 skott/min. Mot stridsvagnar och andra pansarfordon är vapnet den sydafrikanska pansarvärnsroboten Mokopa eller den amerikanska TOW. Rooivalk har också kapacitet att avfyra HOT- eller Hellfire-robotar. För luftstrid kan helikoptern bära fyra stycken Matra Mistral-robotar längst ut på vingspetsarna, alternativt två stycken A-Darter eller Sidewinder. Mot mjuka mål används 70 mm raketer tillverkade i Belgien av Forges de Zeebrugge.